# Tienen
Tienen hay Thienen (tiếng Pháp: Tirlemont) là một thành phố  và đô thị trong tỉnh Vlaams-Brabant, vùng Flanders, một trong ba vùng của Bỉ. Đô thị này bao gồm thành phố  of Tienen và các thị xã Bost, Goetsenhoven, Hakendover, Kumtich, Oorbeek, Oplinter, Sint-Margriete-Houtem và Vissenaken. Tại thời điểm ngày 1 tháng 1 năm 2006,  Tienen có tổng dân số 31.835 người. Tổng diện tích là 71,77 km² với mật độ dân số là 444 người trên mỗi km².
Tienen nổi tiếng ở Bỉ là trung tâm sản xuất đường ăn.
Tienen cũng nổi tiếng với lễ hội rock mùa Hè 

## Hình ảnh

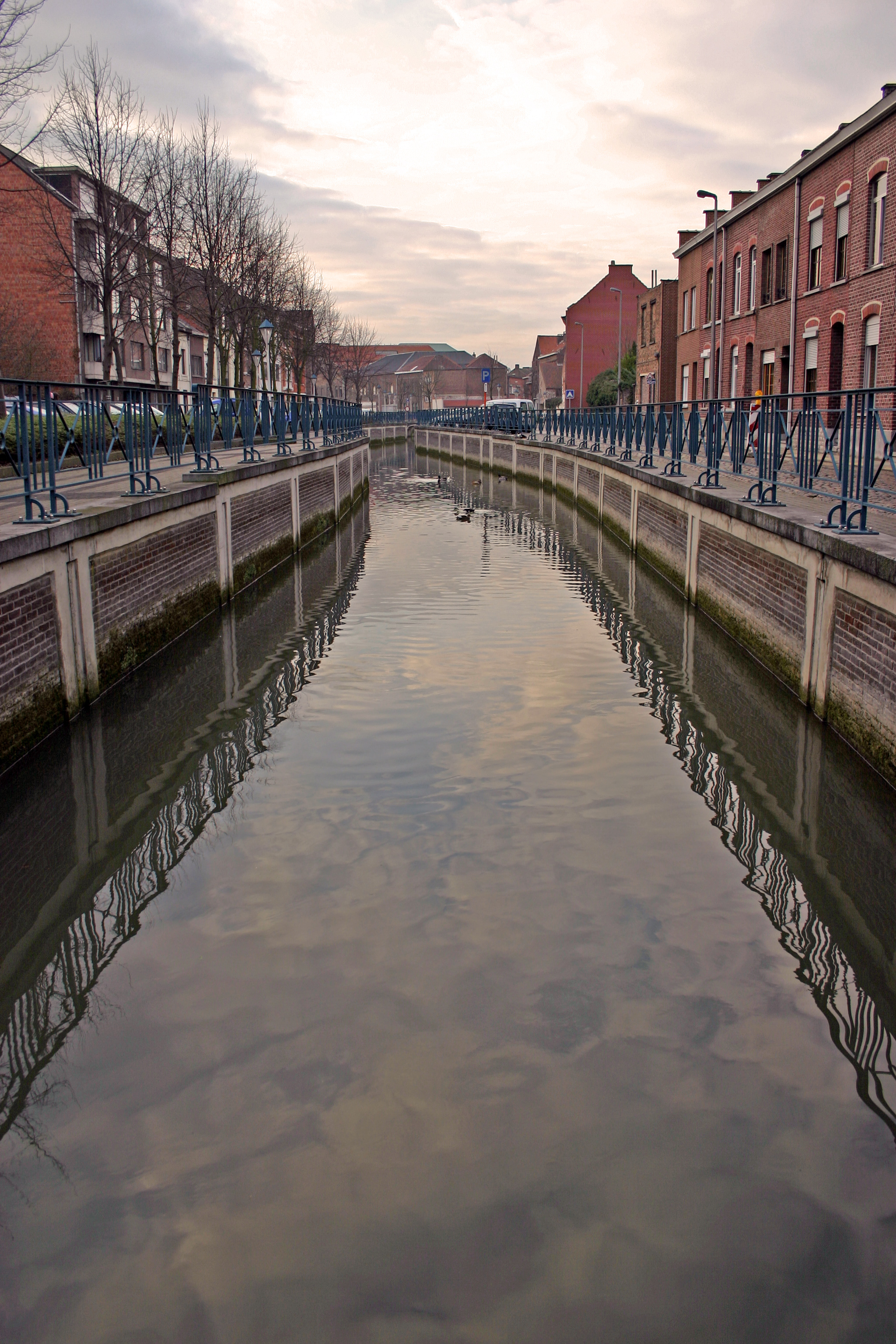
Great Gete
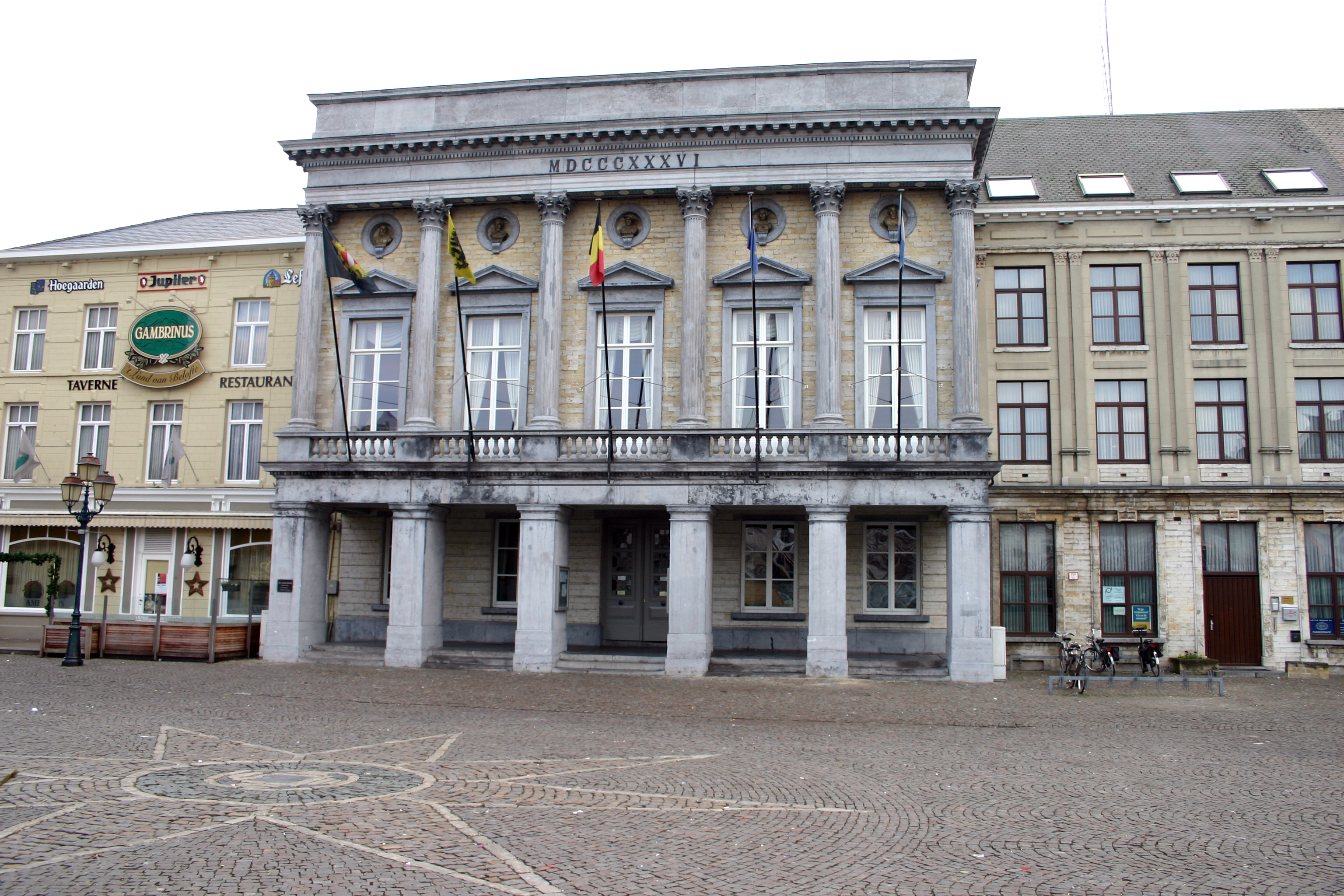
Tòa thị chính
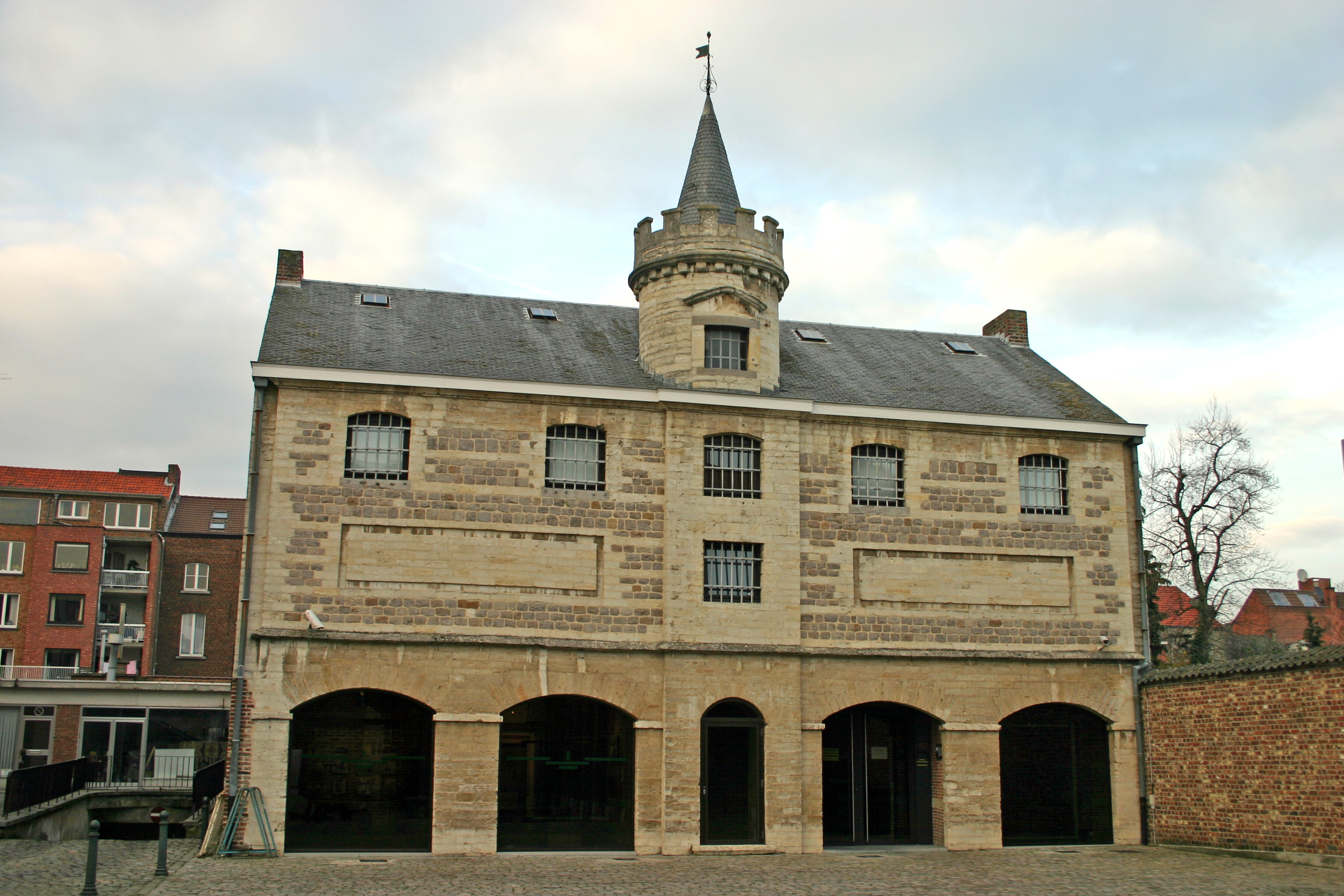
Bảo tàng Het Toreke
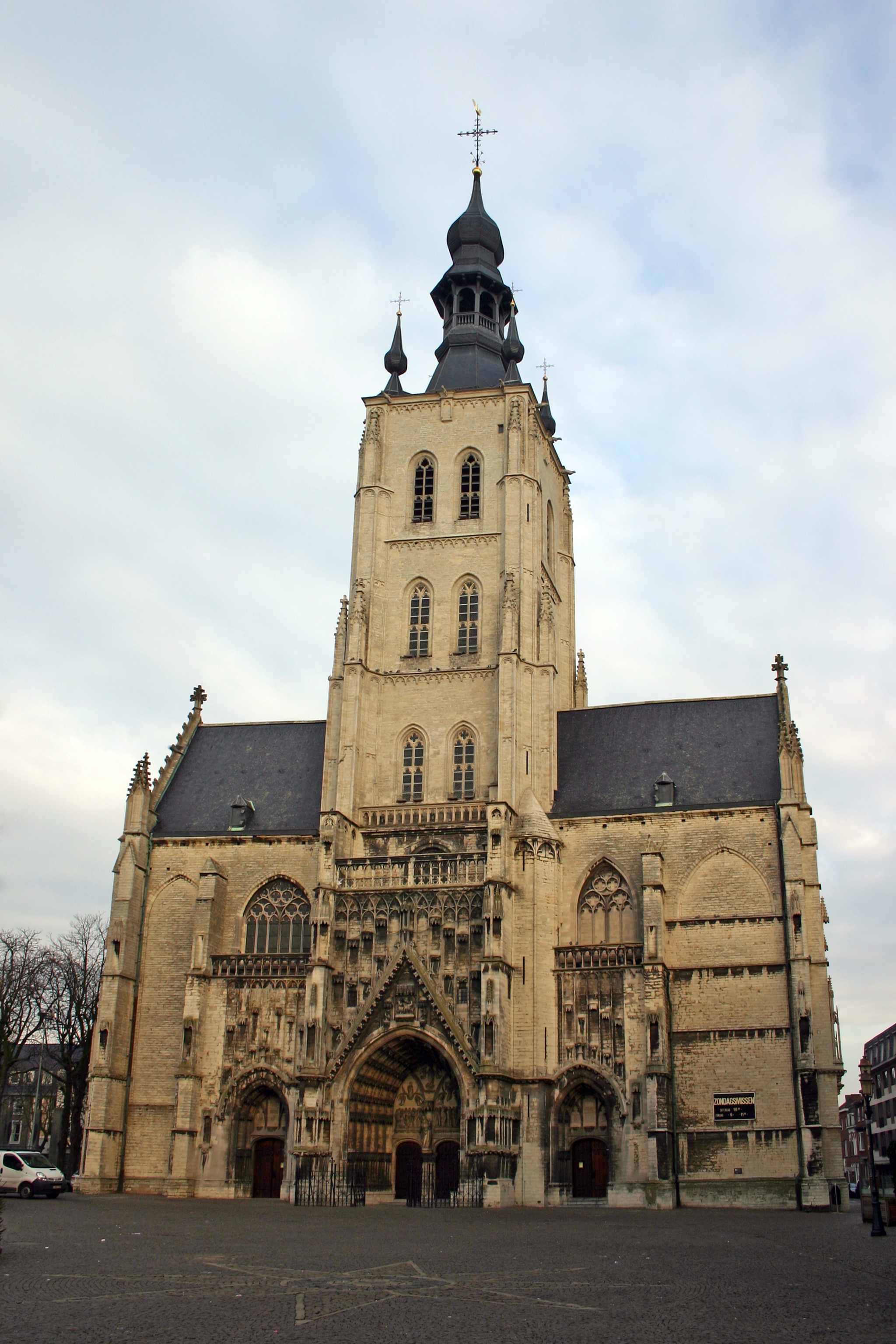
OLV Ten Poel church
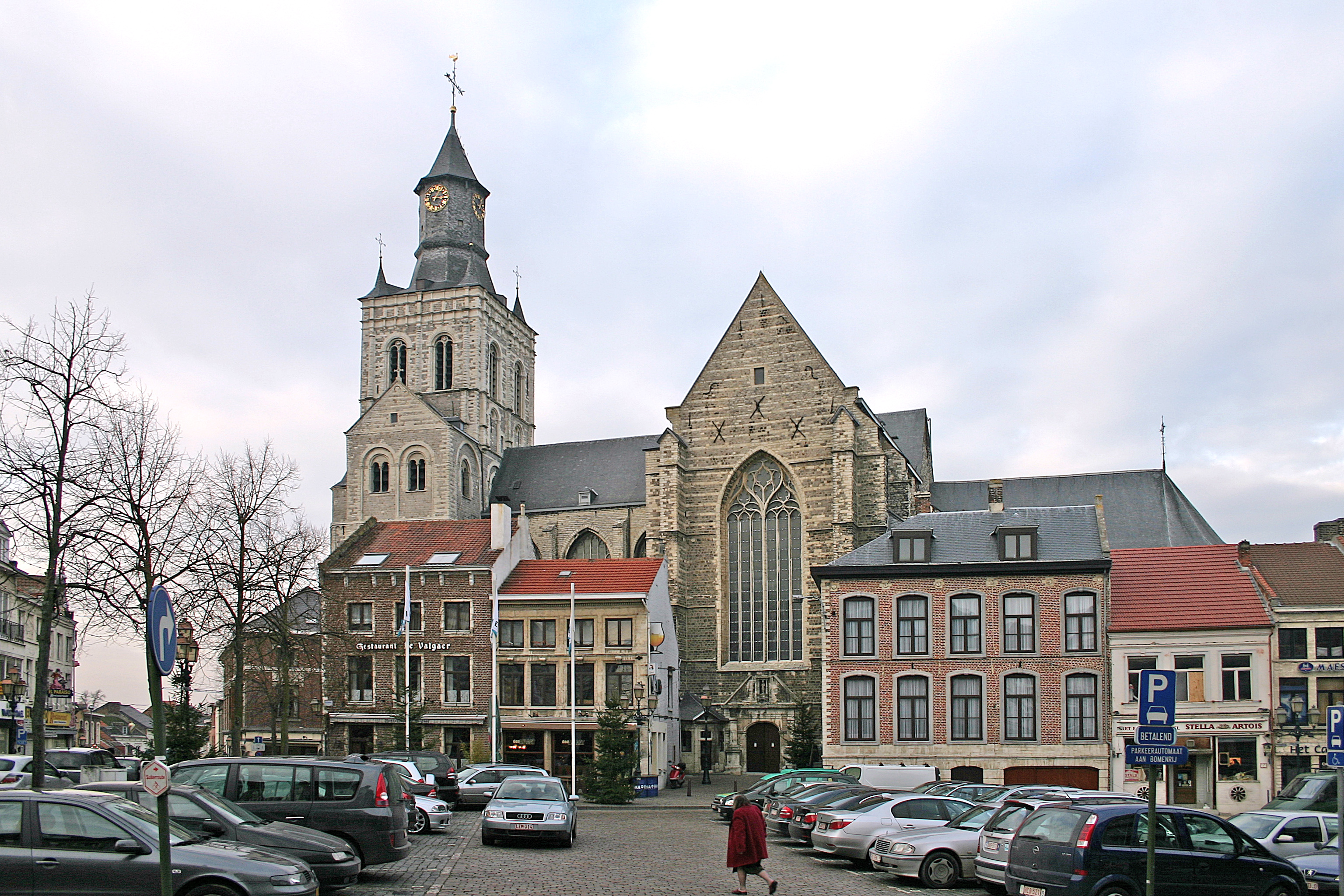
Nhà thờ Sint-Germanus
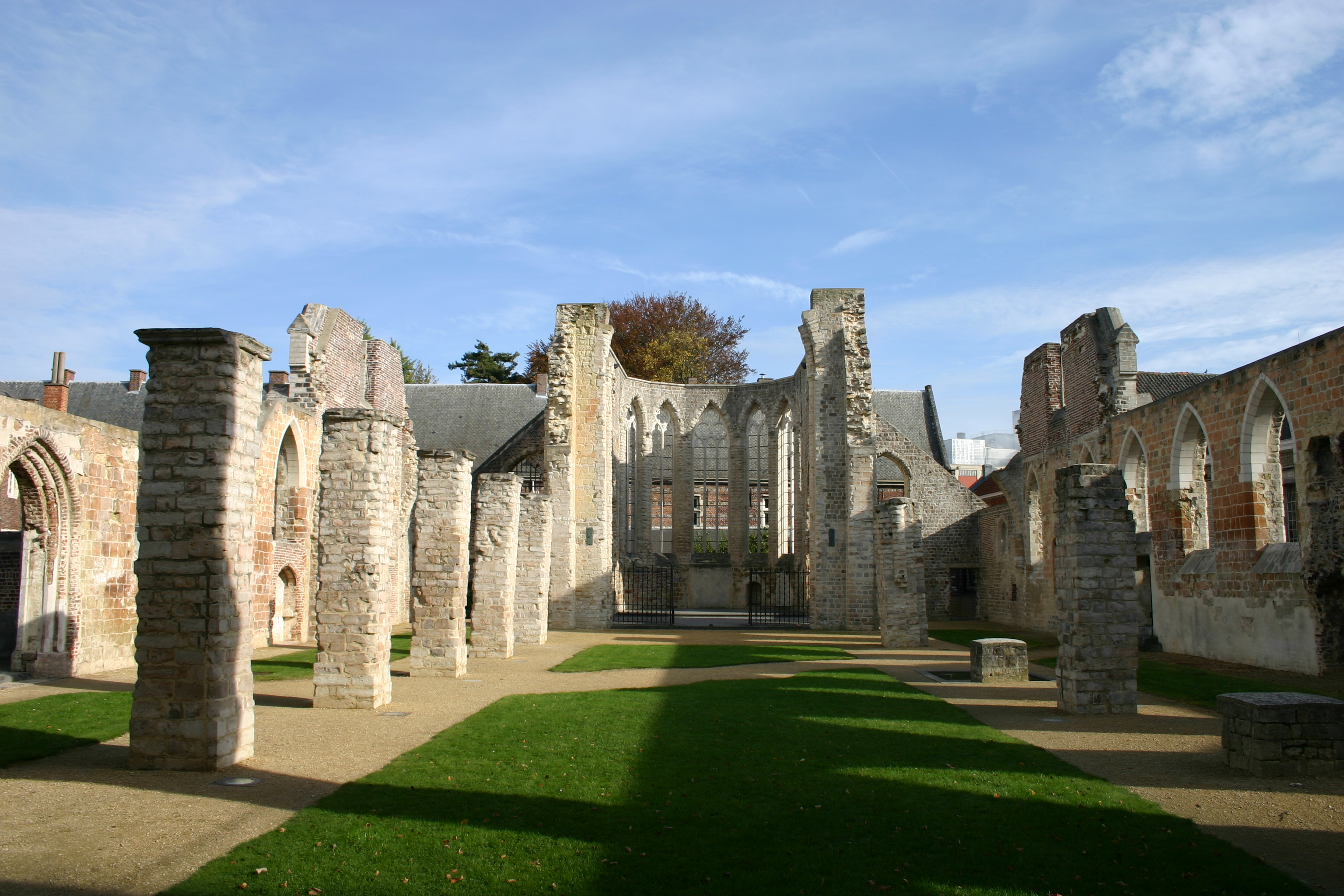
Paterskerk
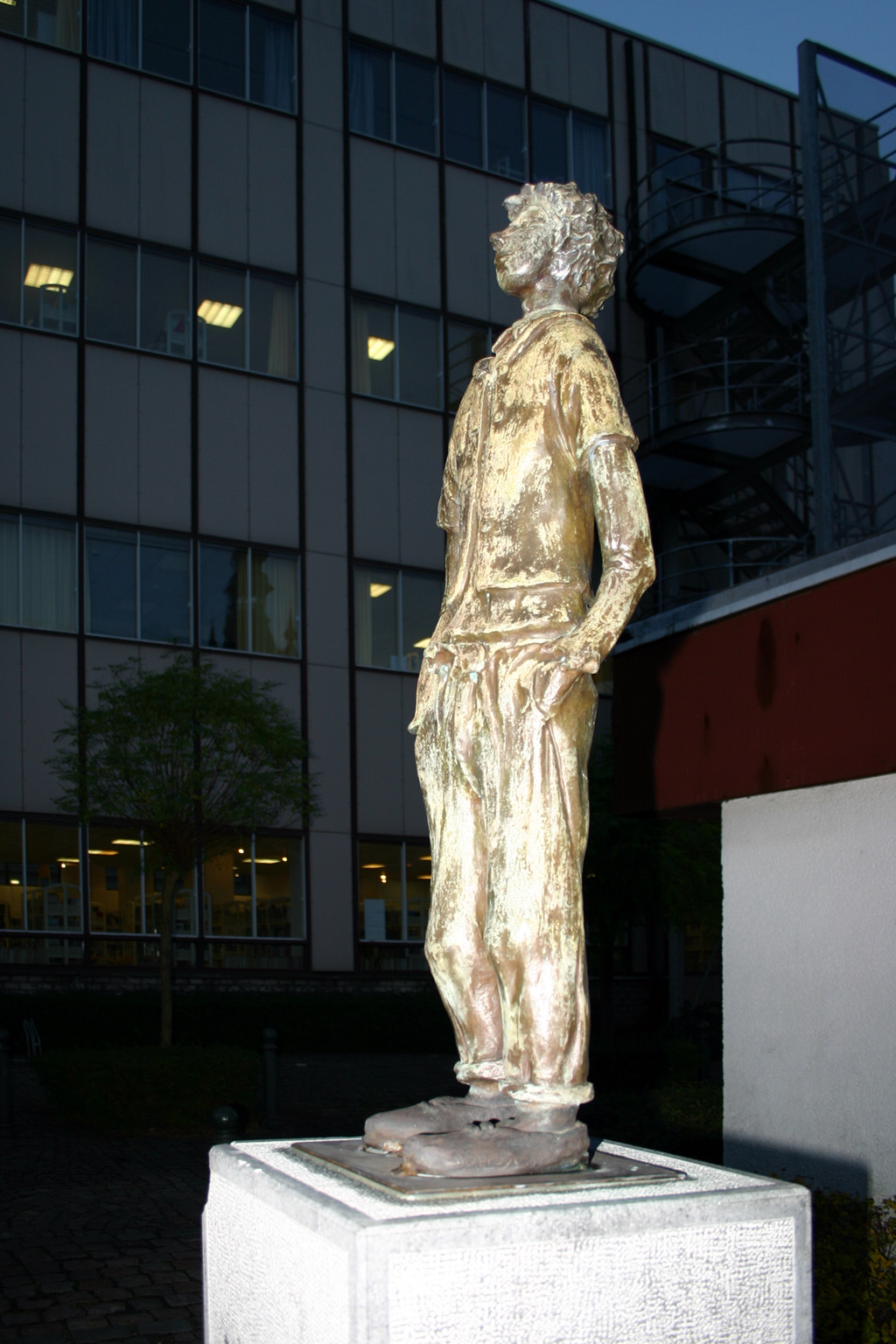
Pikke Stijkès